# Moo.com
Moo.com — компанія, котра надає послуги друку на вимогу, та має офіс у Лондоні, Англія. Moo.com заснував у 2004 Річард Морос.
TechCrunch стверджує, що компанія «була одним із ранніх успішних стартапів у Великій Британії». У 2015 році компанія отримала £ 3 млн інвестицій від Barclays.